# Участие Японии в войне в Афганистане
Участие Японии в войне в Афганистане - одна из операций вооружённых сил Японии за пределами страны.

## История
После начала осенью 2001 года военной операции в Афганистане правительство Японии объявило о поддержке проводимой операции. В октябре 2001 года 160 японских военнослужащих со стрелковым оружием были размещены на территории Пакистана для охраны складов в Исламабаде.
В ноябре 2001 года в Индийский океан был направлен отряд кораблей ВМС Японии и с декабря 2001 года Япония начала оказание тыловой поддержки силам ISAF. 
В начале 2002 года правительство Японии сообщило о выделении для реконструкции Афганистана 2 млрд. долларов США.
Также, в 2002 году Япония построила укреплённое посольство в Кабуле (начавшее работу 18 февраля 2002 года), однако за исключением охраны посольства, на территории Афганистана японских военнослужащих и полицейских не имелось.
15 мая 2002 года в Японии была создана организация "Japan Mine Action Service", которая участвовала в разминировании территории Афганистана по программе управления по вопросам разминирования департамента операций по поддержанию мира ООН. 12 августа 2003 года из Японии в Афганистан были отправлены два специалиста (бывшие военнослужащие сухопутных сил самообороны Hiroaki Sonobe и Hidematsu Koga), которые выполняли разминирование местности в районе Кабула вместе с сапёрами из "Danish Demining Group".
За три первых года расходы Японии на тыловое снабжение сил ISAF составили 36 млрд йен.
Утром 26 августа 2008 года в районе города Джелалабад в провинции Нангархар четырьмя неустановленными вооружёнными лицами была остановлена автомашина, в которой находились гражданин Японии Kazuya Ito (инженер, работавший по контракту на зарегистрированную в японском городе Фукуока компанию "Peshawar-kai") и водитель-афганец. Афганец был отпущен, а японец - уведён в сторону от дороги и застрелен, несколько часов спустя его тело было найдено афганской полицией. Он стал первым погибшим в Афганистане гражданином Японии с начала войны.
24 февраля 2009 года министерство иностранных дел Японии сообщило о том, что 1,48 млрд. долларов из выделенных с начала 2002 года средств уже израсходованы на ряд проектов в стране, а часть из оставшихся 520 млн. долларов направлена на выплату жалования 80 000 афганским полицейским в течение следующих шести месяцев. В 2009 финансовом году Япония предоставила афганской армии медицинское имущество на сумму 11,5 млн долларов США.
15 января 2010 года оказание тыловой поддержки ISAF было завершено. В целом, с начала операции до её окончания коалиционным силам было передано дизельное топливо на сумму 24,4 млрд. иен; топливо для вертолётов на сумму 71,5 млрд иен и 11 тыс. тонн пресной воды.
С 28 июня 2011 до 2015 года японские инструкторы оказывали помощь Турции в обучении сотрудников афганской полиции (шесть японских полицейских находились в полицейской школе в городе Сивас и обучали их дзюдо).
В феврале 2012 года Япония перечислила 20 млн. долларов в трастовый фонд Афганистана для финансирования сил безопасности. Как сообщил заместитель генерального секретаря НАТО Александр Вершбоу, эти деньги будут израсходованы на обучение афганских военнослужащих и полицейских
15 апреля 2012 года боевики "Талибан" атаковали штаб НАТО, здание парламента и дипломатические представительства в Кабуле, в числе атакованных объектов оказалось японское посольство, которое обстреляли из недостроенного здания. Три реактивных противотанковых гранаты взорвались на территории посольства. Пострадавших не имелось, но сотрудники посольства были вынуждены спуститься в бомбоубежище.
6 июля 2013 года Япония подписала соглашение с афганской компанией "Holly-Trust Mine Clearing Company" на разминирование 1 млн. м² территории в провинциях Кабул, Баглан и Тахар от мин и иных взрывоопасных предметов, выделив на эти цели 1 млн. долларов США. В целом, с начала участия в операции в Афганистане в 2001 году до этого времени Япония израсходовала 4,8 млрд. долларов США (из которых 113 млн. долларов были израсходованы в ходе реализации 50 программ по разминированию).
31 мая 2017 года в дипломатическом районе Кабула возле здания посольства ФРГ был взорван заминированный грузовик-автоцистерна, в результате погибли 80 и были ранены 350 человек. Здание посольства Японии было повреждено. В числе раненых оказались два работника посольства Японии.
4 декабря 2019 года на автодороге в провинции Нангархар были обстреляны из автоматического оружия два внедорожника "Toyota", в которых находились японский медик Tetsu Nakamura и пять афганцев (его охранник-водитель и три телохранителя, а также ещё один пассажир). В результате, водитель и телохранители были убиты, а японский медик - смертельно ранен. После оказания неотложной медицинской помощи он был доставлен на авиабазу Баграм для продолжения лечения в Кабуле, но умер от полученных ранений.
В связи с приближением сил талибов к Кабулу, 15 августа 2021 года правительство Японии приняло решение закрыть посольство в Кабуле и эвакуировать дипломатический персонал.
15-16 августа 2021 года силы талибов заняли Кабул, и 23 августа 2021 правительство Японии приняло решение отправить в Афганистан авиацию для эвакуации оставшихся в стране иностранных граждан и афганских беженцев. Всего для участия в операции выделили три транспортных самолёта сил самообороны Японии (два C-130 и один C-2), на одном из которых 27 августа 2021 года из международного аэропорта в Кабуле был эвакуирован один гражданин Японии (проживавший в Кабуле корреспондент японского информагентства "Kyodo News" Hiromi Yasui), на других в аэропорт Исламабада вывезли 14 граждан Афганистана.